# Коренев, Владимир Владимирович
Владимир Владимирович Коренев (16 октября 1939, Владивосток — 12 августа 1998) — советский и российский писатель, редактор, геолог.

## Биография
Родился 16 октября 1939 года во Владивостоке, с 1957 года жил в Комсомольске-на-Амуре. Здесь окончил школу, затем техническое училище, учился в педагогическом институте. Работал бетонщиком, монтажником, геологом, рабочим мартеновского и огнеупорного цехов завода «Амурсталь».
Первые его повести «Шаман-коса», «Пусть всюду шумят тополя» вышли в 1963 году в Хабаровском книжном издательстве отдельной книгой. Автору тогда едва исполнилось 24 года. Повести были замечены литераторами, которые отметили талант писателя уже в ранних его произведениях.
Жил и работал Владимир Коренев в основном на своей даче. К Кореневу приезжали и гостили на его даче в селе Верхняя Эконь именитые писатели: Н.Задорнов, В.Клипель, П.Халов, В.Кетлинская, П.Проскурин. Он близко был знаком с Виктором Астафьевым, Валентином Распутиным. Серьёзно увлекался живописью, резьбой по дереву, скульптурой малых форм.
В 1977 году вышел новый сборник повестей писателя «Красная рыба». В повести автор показывает будни рыбаков, живущих в одном из приамурских сёл под вымышленным названием Мунгуму. Позже выходят: повесть «Дениска» (1977), сборник очерков «Колокола сквозь листья» (1979), книгу повестей и рассказов «Дорога в сосновый бор» (1981), «Амгуньский стрежень» (1987).
Позже, работая редактором Комсомольской студии телевидения, много ездил по краю. Одновременно учился в Ленинградском литературном институте им. Горького.
Поездки писателя по Байкало-Амурской магистрали, непосредственное участие в строительстве Комсомольского-на-Амуре железнодорожного моста дали ему возможность собрать богатый документальный материал, на основании которого и были написаны многие его произведения.
В. В. Коренев — участник VI Всесоюзного совещания молодых писателей, член Союза писателей СССР с 1976 года.
Владимир Владимирович Коренев скончался на 59-м году жизни, 12 августа 1998 года. Похоронен в Верхней Экони.Писатель Коренев покончил жизнь самоубийством, выстрелом в голову из, принадлежащего ему охотничьего карабина. Сделал он это на пороге собственной дачи в Верхней Экони. 
Чёрным пятном в биографии Владимира Коренева стало его сотрудничество с организованным преступным сообществом "Общак" во главе с "вором в законе" Евгением Васиным. Владимир Коренев стал председателем так называемого благотворительного фонда "Сострадание"отмывавшего деньги преступного сообщества. 
Тем не менее покончил он с собой не от мук совести,а по причине неизлечимого онкологического заболевания. 